# سانی باپ
سانی باپ (انگلیسی: Sonny Bupp؛ ۱۰ ژانویهٔ ۱۹۲۸ – ۱ نوامبر ۲۰۰۷) هنرپیشه اهل ایالات متحده آمریکا بود. او بین سال‌های ۱۹۳۴ تا ۱۹۴۳ میلادی فعالیت می‌کرد.
از فیلم‌ها یا برنامه‌های تلویزیونی که وی در آن نقش داشته است می‌توان به همشهری کین اشاره کرد.